# Никитина, Тамара Васильевна
Тамара Васильевна Никитина (21 апреля 1930 года — 25 июня 2021) — ткачиха хлопчатобумажной прядильно-ткацкой фабрики имени Красной Армии и Флота Министерства лёгкой промышленности РСФСР, гор. Красноармейск Московской области, Герой Социалистического Труда (1971).

## Биография
Родилась 21 апреля 1930 года в деревне Шиломка Кимрского округа Московской области, ныне Кимрского района Тверской области, в семье крестьянской семье. В 1932 году семья переехала в Пушкинский район Московской области.
После окончания сельской школы в 1946 году поступила ученицей ткачихи на фабрику имени Красной Армии и Флота в городе Красноармейске Московской области. Быстро освоив профессию, выполняла повышенный план по обслуживанию всё большего числа ткацких станков, на которых вырабатывала техническую ткань — кирзу трёхслойную и ворсистый холст.
По итогам работы в семилетнего плана была награждена орденом Ленина. В последующие годы восьмой пятилетки демонстрировала высокие показатели в обслуживании всё большего числа ткацких станков и неоднократно становилась победителем социалистического соревнования среди тружениц республиканского Министерства лёгкой промышленности, была удостоена почётного звания «Мастер — умелые руки».
Указом Президиума Верховного Совета СССР от 5 апреля 1971 года за выдающиеся успехи в досрочном выполнении заданий пятилетнего плана и большой творческий вклад в развитие производства тканей, трикотажа, обуви, швейных изделий и другой продукции легкой промышленности Никитиной Тамаре Васильевне было присвоено звание Героя Социалистического Труда с вручением ордена Ленина и золотой медали «Серп и Молот».
Наряду с производственной, занималась общественной деятельностью — избиралась депутатом Верховного Совета СССР 8-го созыва; будучи членом КПСС, являлась делегатом XXV съезда КПСС.
Выйдя на пенсию, находилась на пенсии, проживала в селе Царёво Пушкинского района Московской области. В апреле 2015 года она принимала поздравления с днём 85-летия. Умерла 25 июня 2021 года в возрасте 91 года. Похоронена в городе Красноармейск Пушкинского района на Городском кладбище.

## Заслуги
- Была награждена медалями.
- Удостоена звания «Почётный гражданин города Красноармейска»[4][5].
- В 2007 году от губернатора Московской области получила знак «За бескорыстное и самоотверженное служение Отечеству»[1].